# 北九州短期大学
北九州短期大学（日语：／ Kitakyūshū Tanki Daigaku *）是過去一所位于日本福冈县北九州市八幡西区的私立短期大学。2004年廢校。

## 概要

### 简介
- 1967年短期大学开办在直方市由学校法人筑丰学园经营[1]。校园迁到北九州市八幡西区于1972年、由学校法人北九州学院经营、来源于西日本短期大学[1]。招生到1976年[1]、停办于2004年[1]。

### 历史
- 1967年 九州法科短期大学成立并同时设置法科于福冈县直方市[1]。
- 1972年 校园迁到北九州市八幡西区。改校名为北九州短期大学[1]。
- 1976年 招生最后[1]。
- 2004年 正式停办[1]。

## 学校环境
- 校区：在福冈县北九州市八幡西区了

## 历任校长
- 宇贺田顺三：第一代短期大学校长
- 柳春生 最后短期大学校长[2]。

## 组织

### 学科
- 法科
  - 法律专攻
  - 税法会计专攻[注 1]

### 专科
| - 没有 |

### 业余课程
| - 没有 |

### 附属机关
| - 社会体制研究所 - 会计经营研究所 |

## 相关链接
- 日本短期大学列表
- 西日本短期大学